# Dear God (chanson de XTC)
Pour les articles homonymes, voir Dear God.
Singles de XTC
The Meeting Place
(1987) You're a Good Man, Albert Brown
(1987)
Dear God est une chanson du groupe britannique XTC, sortie en 1987.
Le narrateur s'adresse à Dieu, mais refuse de reconnaître son existence, son omnibénévolence ou l'inspiration divine de la Bible. Ces paroles antireligieuses incitent plusieurs magasins à refuser de distribuer la chanson au Royaume-Uni.
La chanson est d'abord sortie en face B du single Grass, mais rencontre un tel succès qu'elle est rééditée en face A. Aux États-Unis, son succès incite le label Geffen à l'intégrer à l'album Skylarking à la place de la chanson Mermaid Smiled.
Dear God s'est classée 99e de l'UK Singles Chart et 37e du Billboard Album Rock Chart. Elle a été reprise en 2003 par le rappeur Tricky sur son album Vulnerable.